# Pachisi
El pachisi és un joc de tauler molt popular a l'Índia i el Pakistan, descendent del chopat o chaupat, o d'origen comú a aquest. Es descriu a l'antic text Mahabharata amb el nom de "Pasha". El pachisi és un joc en el qual quatre jugadors avancen quatre fitxes cadascun en un tauler amb forma de creu. Es juga amb daus o amb cauris. El seu nom prové de la paraula en hindi pacis que significa vint-i-cinc, la major quantitat de punts que es podia obtenir amb les conquilles originals. En deriva el parxís.
A més del chaupat, hi ha moltes versions del joc. Barjis (برجيس) és popular al Llevant (Orient Pròxim), principalment Síria, mentre que el parxís és una altra versió popular a Espanya i al nord del Marroc. Parqués és la variant colombiana. Parcheese, Sorry!, i Ludo es troben entre les moltes versions comercials occidentalitzades del joc. El Jeu des petits chevaux ('El joc dels cavallets') es juga a França, i Mensch ärgere Dich nicht és una variant alemanya popular. També és possible que aquest joc portés al desenvolupament del joc de taula coreà Yunnori, a través de l'antic regne Paekche.
L'objectiu del pachisi és fer una volta completa amb totes les fitxes. Ho és la mateixa arribada, anomenada charkoni. Cada tirada de cauris serveix per a moure solament una fitxa. Si es repeteix torn, es pot moure amb altra fitxa. Per a sortir de la presó, la primera fitxa pot sortir amb qualsevol tir del dau. Les següents han de sortir amb 6, 10 i 25 respectivament.
Generalment, es juga per equips de dos. El groc i el negre juguen contra el vermell i el verd. Els guanyadors són els dos que portin primer totes les seves peces al final del recorregut. Es pot passar el torn voluntàriament.
Per a menjar fitxes es fa de la mateixa manera, en un quadre que no sigui segur, anomenat castell. Es posa una fitxa d'un jugador al costat de la de l'altre jugador i la fitxa capturada es retorna al seu charkoni. A més, el jugador que captura es guanya un torn extra.
La puntuació s'efectua comptant els cauris que van quedar cap amunt, com segueix:
| Cauris | Valor              |
| 2      | 2                  |
| 3      | 3                  |
| 4      | 4                  |
| 5      | 5                  |
| 6      | 6 i un altre torn  |
| 1      | 10 i un altre torn |
| 0      | 25 i un altre torn |

## Història
S'han identificat jocs similars al chaupar amb diferents esquemes de colors juntament amb daus de l'Edat del Ferro durant el període de la Cultura de la ceràmica grisa pintada en llocs de Mathura i Noh (1100-800 aC.) S'han representat taulers cruciformes a partir de relleus d'art de Chandraketugarh datats entre el segle II aC i el segle I aC. Una representació del segle VI o VII de Xiva i Pàrvati que es diu que juguen al chaupar (un joc estretament relacionat) de fet només representa els daus i no el tauler distintiu. En un període similar, es va descobrir un tauler idèntic al pachisi al sistema de coves d'Ellora. Un document de la dinastia Song (960–1279) que fa referència al joc xinès ch'u-p'u樗蒲(Wade–Giles, pinyin chūpú), inventat a l'oest de l'Índia i es va estendre a la Xina en temps de la dinastia Wei. (220–265 dC) pot estar relacionat amb el chaupar, però la naturalesa real del joc xinès (que pot estar més estretament relacionat amb el backgammon) és incerta. L'especulació que Pachisi va derivar del joc anterior d’Ashtapada és plausible però infundada.

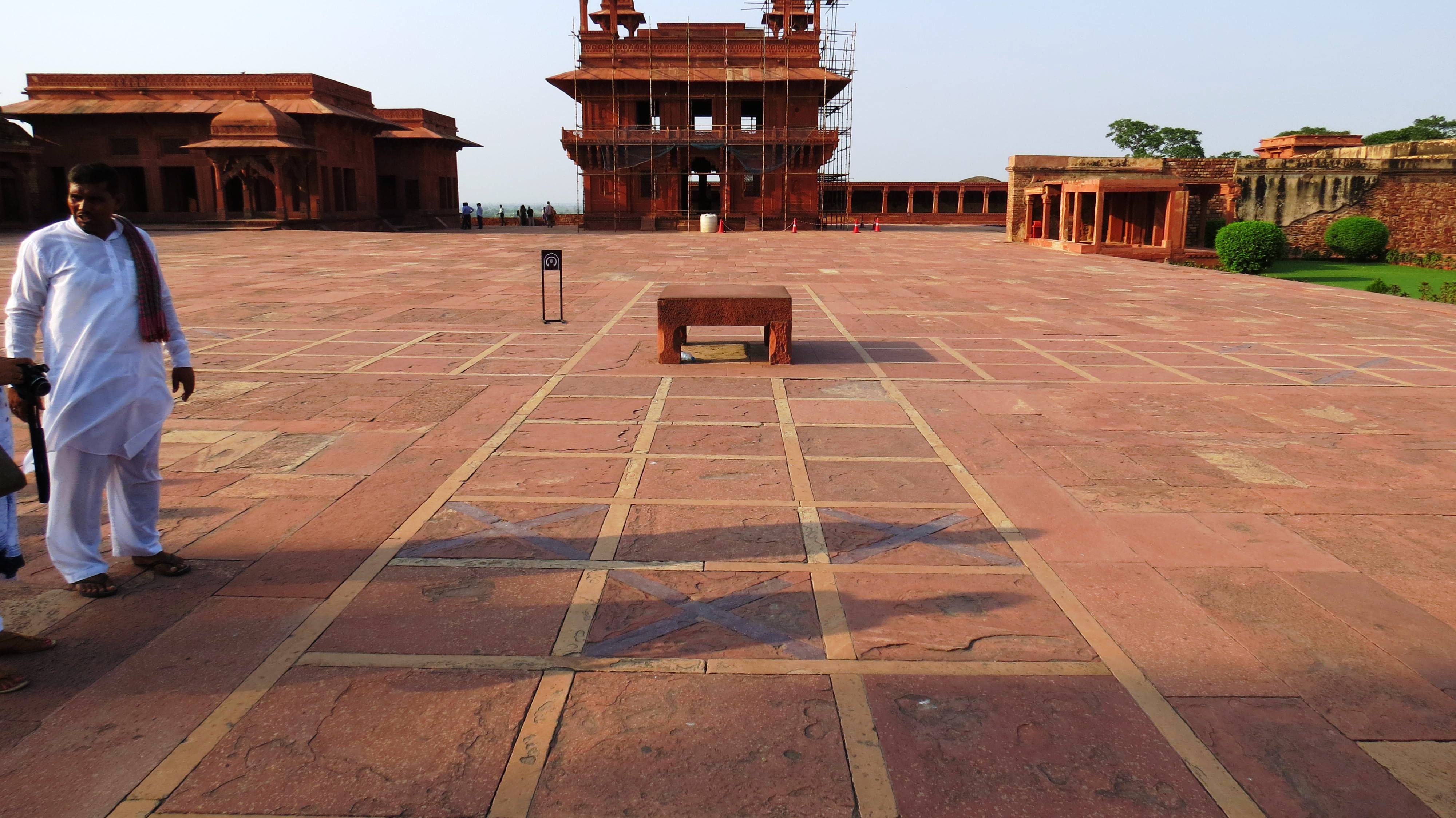
Versió gran jardí antic – Fatehpur Sikri – Índia; Els quadrats marcats només es poden distingir sota les ombres dels espectadors.

Louis Rousselet va escriure:
| « | El joc de Pachisi va ser jugat per Akbar d'una manera realment regia. El mateix Cort, dividit en quadrats vermells i blancs, sent el tauler, i una enorme pedra aixecada sobre quatre peus, que representa el punt central. Va ser aquí on Akbar i els seus cortesans van jugar a aquest joc; setze joves esclaus de l'harem vestits amb els colors dels jugadors, representaven les peces i es desplaçaven a les caselles segons el llançament dels daus. Es diu que a l'emperador li va agradar tant jugar el joc a aquesta gran escala que va fer construir una cort per a pachisi a tots els seus palaus, i encara es poden veure rastres d'aquest tipus a Agra i Prayagraj. | » |

Irving Finkel afegeix:
| « | Fins ara, aquests taulers grandiosos encara representen la primera evidència segura de l'existència del joc a l'Índia. El paper del joc en la història de l'Índia encara està per investigar. Sovint se suposa que el joc d'atzar que juga un paper tan important en el Mahabharata, l'èpica literària clàssica, és el pachisi, però les descripcions, tal com són, no lliguen amb el joc, i aquesta conclusió potser és errònia. | » |

El 1938, l'empresa nord-americana de joguines i jocs Transogram va introduir una versió de joc de taula de mercat de masses anomenada Game of India, més tard comercialitzada com Pa-Chiz-Si: The Game of India.

## Jugadors

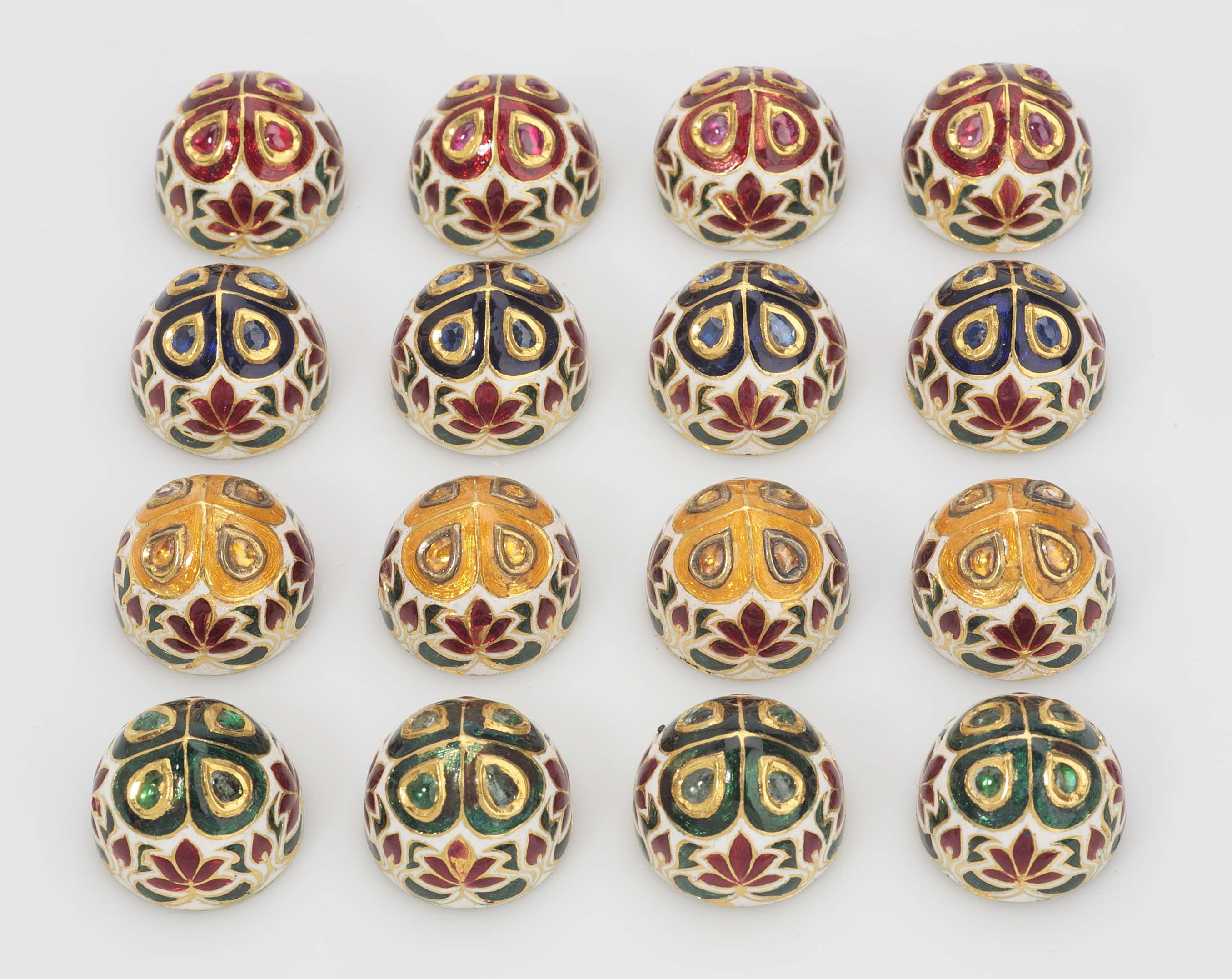
Peces Pachisi en or esmaltat amb pedres precioses, Índia mogol del segle XVIII, Col·lecció Khalili d'Art Islàmic

Pachisi és un joc per a dos, tres o quatre jugadors; quatre solen jugar en dos equips. Un equip té peces grogues i negres, l'altre equip té peces vermelles i verdes. Guanya el joc l'equip que mou primer totes les seves peces fins a la meta.

## Equipament tradicional
Cada jugador té quatre peces en forma de rusc (es pot augmentar fins a 16 peces a cada costat en algunes versions). Les peces d'un jugador es distingeixen d'un altre pels seus colors: negre, verd, vermell i groc.
S'utilitzen sis closques de cauri per determinar la quantitat per moure les peces dels jugadors. Les petxines es llancen des de la mà del jugador i el nombre de cauris que cauen amb les seves obertures cap amunt indica quants espais pot moure el jugador:
| Cauris cara amunt | Valor | Guanya un altre torn? |
| ----------------- | ----- | --------------------- |
| 0                 | 25    | Sí                    |
| 1                 | 10    | Sí                    |
| 2                 | 2     | No                    |
| 3                 | 3     | No                    |
| 4                 | 4     | No                    |
| 5                 | 5     | No                    |
| 6                 | 6     | Sí                    |

En algunes versions, s'utilitzen set closques de cauri:
| Cauris cara amunt | Valor | Nom      | Guanya un altre torn? |
| ----------------- | ----- | -------- | --------------------- |
| 0                 | 7     | ds       | Sí                    |
| 1                 | 10    | Dus      | Sí                    |
| 2                 | 2     | Dooga    | No                    |
| 3                 | 3     | Teeni    | No                    |
| 4                 | 4     | Chari    | No                    |
| 5                 | 25    | Patxes   | Sí                    |
| 6                 | 35    | Pintades | Sí                    |
| 7                 | 14    | Chaudah  | Sí                    |

El tauler sol estar brodat sobre tela. L'àrea de joc és cruciforme. Al centre hi ha una gran plaça, anomenada Charkoni, que és la posició inicial i final de les peces. Els quatre braços estan dividits en tres columnes de vuit quadrats. Les peces dels jugadors es mouen al llarg d'aquestes columnes durant el joc.
Dotze caselles estan especialment marcades com a caselles de castell. Quatre d'aquestes se situen a l'extrem de les columnes mitjanes de cada braç; els altres vuit són quatre quadrats cap a dins des de l'extrem de les columnes exteriors de cada braç. Una peça no pot ser capturada per un oponent mentre es troba a la casella del castell.

## Joc

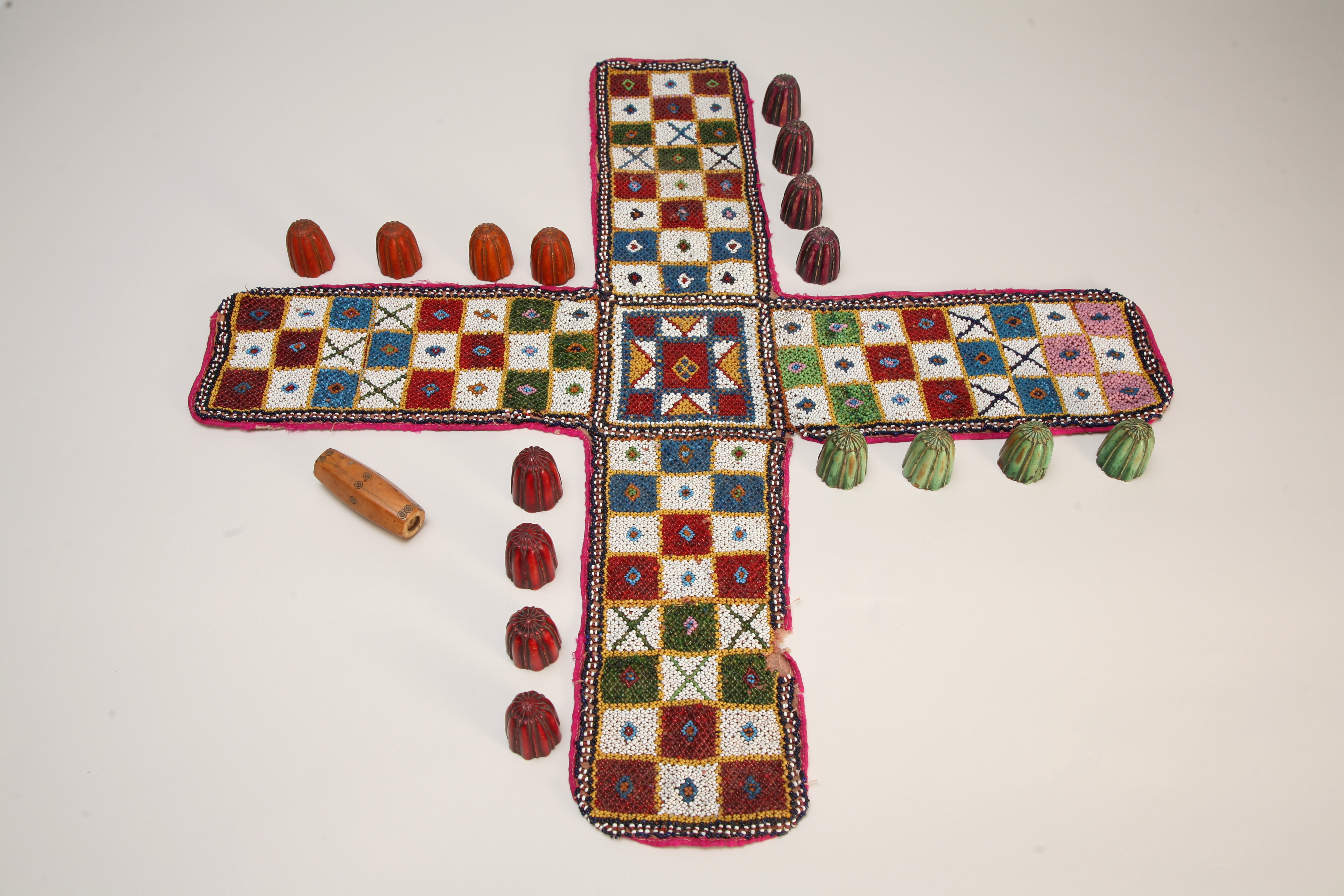
Un joc de Pachisi, Museu dels Nens d'Indianapolis

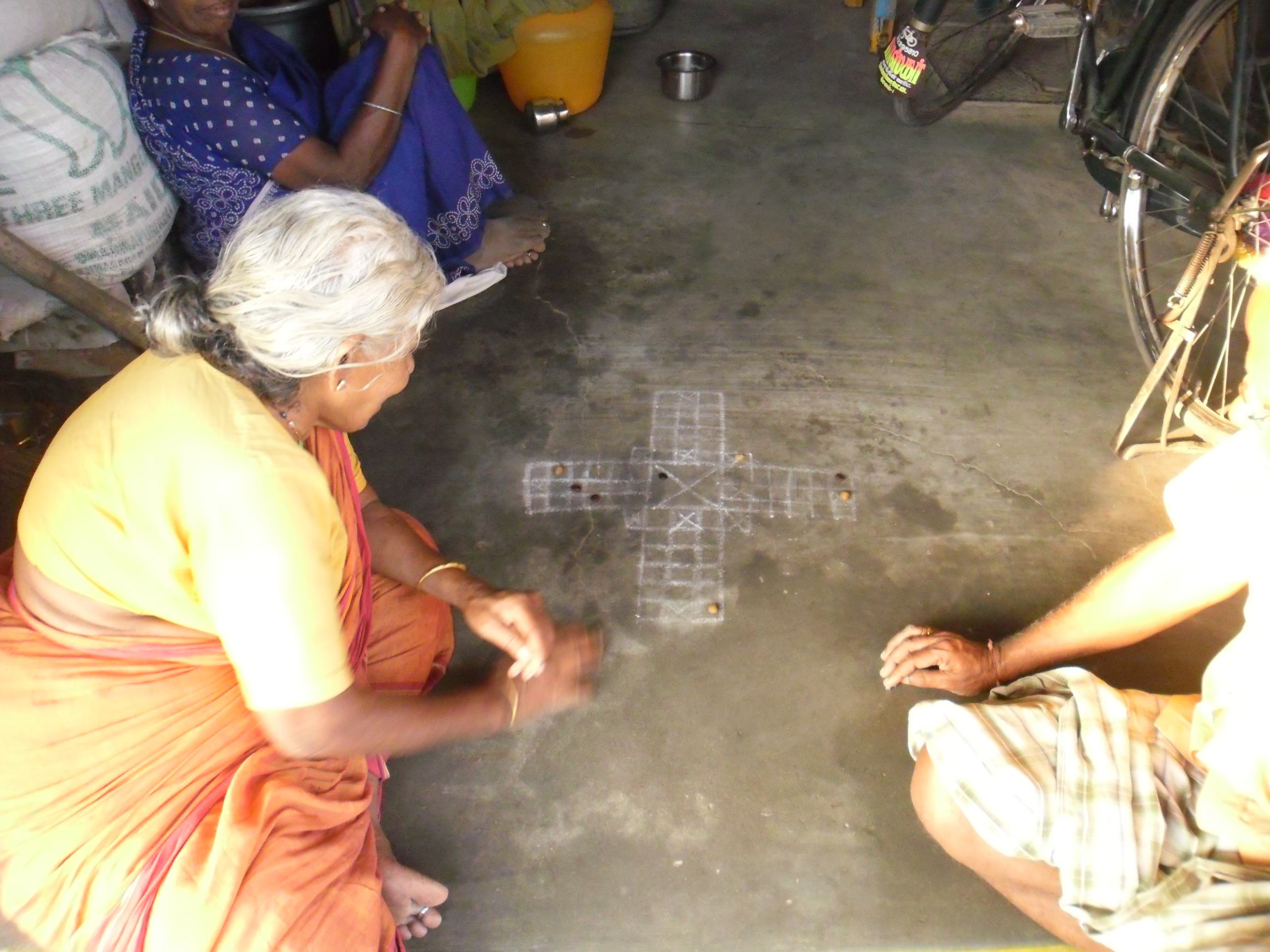
Es juga Pachisi a Tamil Nadu amb llavors i pedres de tamarind.

L'objectiu de cada jugador és moure les quatre peces completament pel tauler, en sentit contrari a les agulles del rellotge, abans que ho facin els seus oponents. Les peces comencen i acaben al Charkoni.
L'ordre de joc el decideix cada jugador que llença els cauris. El jugador amb la puntuació més alta comença, i els torns continuen en sentit contrari a les agulles del rellotge al voltant del tauler. En algunes versions, cada jugador llança les closques de cauri i les peces no es poden moure fins que es llança un 2, 3 o 4.
Si es llança un 6, 10 o 25, el jugador obté una gràcia, que permet al jugador introduir una de les seves peces del Charkoni al tauler. Aleshores el jugador repeteix el seu torn. En altres versions, són el 10, 25 o 35 per introduir una altra de les seves peces. El peó acabat d'introduir es posarà a la casella número 1, que és la primera casella de cada jugador: aquí es diu que en treure 10, 25 o 35, s'introduirà el nou peó a la casella número 1, i després s'afegiran els números del segon llançament que apareixeran als cauris i el 7, 14 com a gràcia sense la introducció de peces (aquí, pels jugadors hauria de quedar clar que en llançar el 7 o el 14, no poden introduir el nou peó, només tenen un torn addicional). Un jugador ha de tenir almenys una peça al tauler per poder llançar un 7 o un 14.
En poques paraules, en llançar el 10 o el 25, o el 35, no es pot introduir el vostre nou peó directament al 10 o al 25, o al quadrat del número 35 directament, heu de posar el nou peó al quadrat número 1 i després sumar els vostres números restants. Una vegada que tots els vostres peons han entrat al joc, llançar 10, 25 o 35 us permet avançar els números respectius.
La primera peça de cada jugador pot deixar el Charkoni en qualsevol llançament després que s'hagi introduït al tauler. Cada jugador mou les seves peces per la columna central del seu propi braç del tauler, després en sentit contrari a les agulles del rellotge al voltant de les columnes exteriors.
Un jugador pot tenir qualsevol nombre de peces al tauler alhora. Només es pot moure una peça amb un sol llançament, o si el jugador ho tria, pot rebutjar moure qualsevol peça en un llançament. En algunes versions, un jugador pot moure qualsevol nombre de les seves peces amb un sol llançament. A més, si el jugador llança un valor superior al que pot moure en un sol llançament, llavors el jugador perd automàticament aquest torn.
Més d'una peça del mateix equip pot ocupar una única casella (no és cert per a totes les caselles en algunes versions). Tanmateix, una peça no pot moure's a una casella del castell que ja està ocupada per la peça d'un oponent.
Si una peça aterra a una casella (que no sigui una casilla del castell) ocupada per qualsevol nombre de peces de l'oponent, aquestes peces són capturades/ matades i han de tornar al Charkoni. Les peces capturades només poden tornar a entrar al joc amb un llançament de gràcia. Un jugador que fa una captura se li permet un altre torn (no en algunes versions del joc).
En algunes versions, un jugador no pot tornar les seves peces al Charkoni/casa, tret que hagi capturat/matat almenys una de les peces de l'oponent. Algunes versions tenen una regla en la qual, per exemple, si dos jugadors juguen entre ells i el jugador 1 captura una peça del jugador 2, llavors el jugador 2, en el seu torn immediat després de ser capturat per primera vegada, captura la mateixa peça. 1 només s'utilitza per capturar, a la mateixa casella on s'ha fet la captura, llavors la captura/matança del jugador queda invalidada. El jugador 1 haurà de tornar a capturar la peça del jugador 2 per poder tornar al Charkoni, però el jugador 2 és lliure d'avançar al seu Charkoni respectiu tret que es repeteixi l'anterior.
Una peça completa el seu recorregut pel tauler movent-se cap amunt per la seva columna central. Les peces que tornen es poden col·locar al seu costat per tal de distingir-les de les peces que acaben d'entrar. Una peça només pot tornar al Charkoni amb un llançament directe.
Quatre de les caselles del castell es col·loquen de manera que són exactament 25 moviments del Charkoni. Una estratègia comuna és tornar peces per quedar-se en aquestes caselles, on estan fora de perill de la captura fins que es llança un 25. Aleshores, les peces poden acabar el joc directament. D'aquí ve el nom del joc.
En algunes versions, on es posa més èmfasi en el llançament dels cauris, els jugadors experimentats poden fer que els cauris aterrin d'una manera específica, de manera que hi ha algunes altres regles per fer el joc més emocionant.
1. Si un jugador té les seves peces més a prop del final i no necessita un llançament de més valor, hi ha maneres d'anul·lar el llançament de més valor.
  1. Si el jugador llança un 10, 25 o 30, el jugador ha de llançar consecutivament 10, 25 o 30 tres vegades (incloent el llançament original) per anul·lar el llançament de més valor.
  2. Si el jugador llança un 7, el jugador ha de llançar un 7 consecutivament només 3 vegades (incloent el llançament original) per anul·lar el llançament.
  3. Si el jugador llança un 14, el jugador ha de llançar un 14 consecutivament només 3 vegades (incloent el llançament original) per anul·lar el llançament.
2. Com que llançar tres llançaments consecutius de 10, 25 o 30 en un sol torn els anul·la, els jugadors poden llançar un 7 o 14 entremig per mantenir el seu torn. EX: Un jugador pot llançar el següent en un sol torn: 25, 25, 14, 10, 30, 7, 25, 30, 7, 10, 14, 25, 3.
3. Una vegada que totes les peces del jugador s'introdueixen al tauler, cada vegada que un jugador llança un 10, 25 o 30, el jugador ha de moure la seva peça una casella addicional, que es coneix com PYADA. Ex: Un jugador llança 25, 25, 3 al seu torn, i les seves peces poden moure un total de 53 caselles. Tanmateix, quan totes les peces del jugador ja s'han introduït al tauler, el jugador pot moure un total de 55 caselles (25+25+3+1+1), és a dir, 2 tirades addicionals.